# トドス・ロス・サントス湖
トドス・ロス・サントス湖とは、チリ南部のロス・ラゴス州にある湖である。

## 地理
プエルトモントから東北方向に約96kmのところに位置している。西にオソルノ山やジャンキウェ湖、北にルパンコ湖がある。ペトロウエ川が流れ出しReloncaví Estuaryへ注ぐ。
この地域は、ビセンテ・ペレス・ロサレス国立公園内にあり風光明媚な地として有名なリゾート地となっている。